# ギャヴィン・ホイト
ギャヴィン・アンドリュー・ホイト（Gavin Andrew Hoyte, 1990年6月6日 - ）はイギリス出身のサッカー選手。ポジションはディフェンダー。
サッカー選手のジャスティン・ホイトは実兄。

## 経歴
9歳の頃からアーセナルのアカデミーに在籍している生え抜きの選手である。2007年9月10日にアーセナルとプロ契約を結んだ。チーム内のスピードテストではトップを記録したこともあるほどの俊足の持ち主である。
U-19イングランド代表として、2008年10月に行われたU-19欧州選手権予選ラウンドにも出場した。
2012年シーズンからはダゲナム・アンド・レッドブリッジFCに完全移籍。

## 所属クラブ
- 2007-2011  アーセナルFC

→2008-2009  ワトフォードFC (loan)
→2009-2010  ブライトン・アンド・ホーヴ・アルビオンFC (loan)
→2010-2011  リンカーン・シティFC (loan)
→2012  AFCウィンブルドン (loan)
- 2012-2014  ダゲナム・アンド・レッドブリッジFC
- 2014-2015  ジリンガムFC
- 2015-2016  バーネットFC
- 2016-2018  イーストリーFC
- 2018-  ダゲナム・アンド・レッドブリッジFC

## タイトル

### 代表
イングランド代表
- UEFA U-17欧州選手権2007 準優勝
- UEFA U-19欧州選手権2009 準優勝